# Ancylorhynchus zonalis
Ancylorhynchus zonalis är en tvåvingeart som först beskrevs av Stanley Willard Bromley 1936.  Ancylorhynchus zonalis ingår i släktet Ancylorhynchus och familjen rovflugor. Inga underarter finns listade i Catalogue of Life.